# Chris Morton
Chris Morton, właśc. Christopher John Morton (ur. 22 lipca 1956 w Manchesterze) – brytyjski żużlowiec, występujący również na długim torze i na trawie.

## Życiorys
Siedmiokrotny finalista IMŚ, mistrz świata w drużynie oraz w parach.

## Przynależność klubowa
Wielka Brytania
- Ellesmere Port (1973)
- Belle Vue (1973–1990)
- Sheffield (1993)

## Osiągnięcia
indywidualne mistrzostwa świata
- 1976 -  Chorzów – 11. miejsce – 6 pkt → wyniki
- 1980 -  Göteborg – 9. miejsce – 8 pkt → wyniki
- 1981 -  Londyn – 11. miejsce – 5 pkt → wyniki
- 1983 -  Norden – 10. miejsce – 7 pkt → wyniki
- 1986 -  Chorzów – 9. miejsce – 8 pkt → wyniki
- 1987 -  Amsterdam – 13. miejsce – 9 pkt → wyniki
- 1988 -  Vojens – 10. miejsce – 6 pkt → wyniki

drużynowe mistrzostwa świata
- 1980 – Wrocław – złoty medal
- 1981 – Olching – srebrny medal
- 1984 – Leszno – srebrny medal
- 1986 – seria turniejów – brązowy medal
- 1988 – Long Beach – IV miejsce

mistrzostwa świata par
- 1981 – Chorzów – VI miejsce
- 1984 – Lonigo – złoty medal

indywidualne mistrzostwa świata na długim torze
- 1988 – Scheeßel – brązowy medal

indywidualne mistrzostwa Anglii
- 1976 – Coventry – srebrny medal
- 1983 – Coventry – złoty medal
- 1988 – Coventry – brązowy medal